# 法浄院
法浄院（ほうじょういん）は、東京都大田区にある真言宗系の単立寺院。

## 概要
1948年（昭和23年）、空光によって開山された。現在地には、元々「森ヶ崎観音堂」という白衣観世音菩薩を安置する堂宇があったが、無住で荒れ果てていた。
その後、1966年（昭和41年）に宗教法人「三緑山法浄院」を設立し、現在では三つの別院を設けるまでになっている。これまでの歴史的経緯により、法浄院開山以前の「森ヶ崎観音堂」も通称としている。

## 大森民間機空中衝突墜落事故
大森民間機空中衝突墜落事故とは、1938年（昭和13年）に本院付近の上空で発生した空中衝突事故で、周辺の市街地に墜落して死者85名の大惨事となった航空事故である。
事故の犠牲者を供養する地蔵菩薩像が観音堂の境内に建立され、今も事故があった8月24日に毎年供養が営まれている。

## 交通アクセス
- 昭和島駅より徒歩20分。